# Utterslev Mose
Utterslev Mose ligger i Københavns nordvestlige del mellem Gladsaxe, Søborg, Bispebjerg og Brønshøj, og var tidligere den nordligste del af Vestvolden, der gik fra Køge bugt i syd til Utterslev Mose i nord. Navnet Utterslev er en forvanskning af det oprindelige Otterslef, der lå i det Støvnæs Herred (senere omdøbt til Sokkelund Herred), som biskop Absalon fik foræret af Valdemar den Store omkring 1166.
Utterslev Mose, som har naturlig oprindelse, var en del af Københavns befæstning, men Vestvolden blev nedlagt i 1920 og er nu et rekreativt område. I 2000 blev mosen fredet for at skabe mulighed for forbedring af områdets biologiske, landskabelige og rekreative værdier.
Mosen udgør ca. 3 x 1 km og er et afvekslende område af søer og holme med et rigt fugleliv. Oprindeligt var det en mose med en grøft midt i, men i 1930'erne blev den udgravet (som beskæftigelsesprojekt) og den nuværende park anlagt. De store gamle piletræer blev plantet ved den lejlighed.
Utterslev Mose er forurenet med blandt andet fosfor (cirka 10 gange en "ren" sø). På grund af spildevandsudledning (i dag og historisk) er der en betydelig pulje af organisk stof og fosfor i sedimentet på bunden af mosen. Ifølge Jørgen Nash skulle Den Lille Havfrues hoved befinde sig i mosen efter at det blev savet af i 1964.
Store dele af mosens opland er fælleskloakeret, dvs. at spildevand og regnvand løber i samme ledning, og ved kraftig regn kan løbe over til mosen. Et grønt renseanlæg bidrager ved store regnskyl til at rense dele af vandmængden fra overløb fra afløbssystemet.
Martin A. Hansen boede under den tyske besættelse til leje i Hvedevej 51, og kunne fra sit loftsværelse se "over mod vagten, de tyske soldater ved broen ikke så langt borte...Det hændte flere gange de lå og skød vildt ud over mosen." Hansen talte efter krigen om "den blodige mose" med tanke på likvideringerne. Den første henrettede, man fandt i mosen, var Jens Olsen, en ung familiefar bosat på Smørumvej 143 i Husum. I efteråret 1943 angav han BOPA-manden Åge Nielsen, som derefter døde i afhør hos Gestapo. Åge Nielsen, hvis navn kan ses på mindetavlen i Husum skole, blev hævnet af sin bror Harald Gottlieb Nielsen (1912-89), som sammen med en anden modstandsmand førte Jens Olsen ud i Utterslev Mose og skød ham. Dokumentarfilmen Ingen Hamlet på Kronborg i år fra 1986 nævner likvideringen. Peter Øvig Knudsen har også beskrevet likvideringen af Jens Olsen 6. oktober 1943 i sin bog Efter drabet.

## Ekstern henvisning
- Fugle i Utterslev Mose Arkiveret 20. november 2013 hos  Wayback Machine
- Utterslev Mose og Gyngemosen

55°43′3.13″N 12°30′20.83″Ø / 55.7175361°N 12.5057861°Ø